# Metriocnemus galae
Metriocnemus galae är en tvåvingeart som först beskrevs av Pankratova 1954.  Metriocnemus galae ingår i släktet Metriocnemus och familjen fjädermyggor. Inga underarter finns listade i Catalogue of Life.